# Дмитрий Лаптев (проток)
Протока Дмитрий Лаптев (на руски: Дмитрия Лаптева пролив) е проток между остров Голям Ляховски (най-големия от Ляховските острови) на север и континенталната част на Азия на юг, като свързва море Лаптеви на запад с Източносибирско море на изток. Дължина около 120 km, ширина 50 – 63 km, дълбочина 10 – 14 m. Почти през цялата година е заледен. Административно е на територията на Якутия в Русия.
Протокът е открит през 1638 г. от руския първопроходец Иван Иванович Ребров, а е наименуван в чест на руския арктически мореплавател лейтенант Дмитрий Лаптев, който изследва и картира бреговете му през 1739-40 г.